# Камишне (Челябінська область)
Камишне (рос. Камышное) — присілок у Октябрському районі Челябінської області Російської Федерації.
Входить до складу муніципального утворення Уйсько-Чебаркульське сільське поселення. Населення становить 261 особу (2010). Населений пункт розташований на землях українського культурного та етнічного краю Сірий Клин.

## Історія
Від 4 листопада 1926 року належить до Октябрського району Челябінської області.
Згідно із законом від 15 вересня 2004 року органом місцевого самоврядування є Уйсько-Чебаркульське сільське поселення.

## Населення
| 2002 | 2010 |
| ---- | ---- |
| 364  | ↘261 |